# Myklebust Verft
Die Myklebust Verft ist eine Werft auf der norwegischen Insel Gurskøya.

## Geschichte
Der Betrieb, auch bekannt als Myklebust Mekaniske Verksted, wurde 1915 vom Schmied Oskar Myklebust gegründet und hatte seitdem mehrere Besitzer. Die heute eigenständige und unabhängige Werft gehörte von 2001 bis 2018 zur Kleven-Gruppe.

## Schiffbau
Die Werft bietet Neubauten, Umbauten und Reparaturen für Passagierschiffe, Offshore-Versorger, 
Fischereifahrzeuge und für die Aquakultur an. Die Kailänge beträgt 420 m und ein Schwimmdock kann Schiffe bis 15.000 t aufnehmen.
Bekannte Neubauten sind zum Beispiel die Tysfjord (1992), Edda Fonn (2002), Abeille Bourbon (2004), Abeille Liberté (2004) sowie die Schiffsklassen MM101FE EL, VS 794 CGV und NVC 374 WP.